# Ратник (фільм)
Ратник — нігерійський апокаліптичний науково-фантастичний антиутопічний бойовик 2020 року, сценарист, режисер і продюсер якого — Дімеджі Аджибола. Вихід фільму був запланований на 4 квітня 2020 року, але його перенесли на 1 грудня 2020 року через пандемію COVID-19. Переможець «Africa Magic Viewers' Choice Awards» — по костюмах.

## Про фільм
Боєць Третьої світової війни повертається додому. Де знаходить хаос і мусить рятувати життя своєї сестри — яка зловживала синтетичними речовинами. 
Гонитва за порятунок її життя починає новий виток війни, де відкривається найдосконаліша бойова машина, відома людству.

## Знімались
| Актор            | Роль       |
| ---------------- | ---------- |
| Осас Ігодаро     | Сара Белло |
| Боланле Ніналово | Коко       |
| Пол Утомі        | Алі-хімік  |
| Адунні Аде       | Пеппа      |
| Мег Отанва       | Ейнжел     |
| Топе Тедела      | Джон       |